# Ilídia Quadrado
Ilídia Maria da Silva Fialho Quadrado (19 de abril de 1971) é uma deputada e política portuguesa. Ela é deputada à Assembleia da República na XIV legislatura pelo Partido Social Democrata. Tem uma licenciatura em Português/Inglês.